# Актові книги (історичні)
А́ктові кни́ги — збірники оригіналів та копій документів 15-18 ст., вписаних або засвідчених різними судами (земськими, гродськими, підкоморськими, сотенними, полковими), генеральним військовим судом, а також магістратами і ратушами України з метою надання їм юридичної сили. Звичай записувати копії документів у актові книги для пам'яті, для довідок існував задовго до 15 ст. Згодом цей звичай перейшов у право як обов'язкова вимога надання документові юридичної сили тільки після запису його копії до актові книги

## Використання в Україні
На українських землях актові книги були офіційно запроваджені в Галичині 1435 р., на Київщині, Поділлі, Волині — 1529 р., в інших місцевостях України, що перебували під владою шляхетської Польщі — 1566 р. актові книги поділялися (залежно від установи, що вчинила записи) на земські, гродські, трибунальські, канцелярські міські або «вєчисті» (довічні). Згодом актові книги поділились на декретові, записові, поточні. До декретових записували лише копії судових рішень; до записових — копії універсалів, привілеїв, грамот, ухвал сеймів та сеймиків, заповітів, мінових актів, контрактів; до поточних — свідчення возних, скарги, протести, повідомлення та ін.
У другій половині 17 та у 18 ст. магістрати, ратуші і суди вели актові книги, що мали різні назви — протоколи справ поточних, справи «вєчистиє», «чорні книги» (для кримінальних справ), книги декретів для цивільних справ, книги протестів, різні реєстри. В полкових судах і канцеляріях велись книги кріпосних справ для запису купчих, дарувань, заповітів, книги вироків, «челомбитних» заяв, мирових угод, різні реєстри і журнали, книги, що свідчили про виконання покарання тощо.

## Актові книги в сучасності
У державних архівах України зберігається близько 4 тис. актових книг земських та гродських судів і понад 2 тис. актові книги міських управлінь. Документи в актові книги написані староукраїнською, польською, латинською, а іноді вірменською мовами. Актові книги є важливим джерелом для вивчення історії України, її культури, судочинства, а також побуту і мови населення.
Одним з найбільших архівів на території сучасної України був архів Бернардинського монастиря у Львові. Архів містив в 1868 році 13736 книг та документів XIV—XIX століть з території міст та земель Руського воєводства.